# Белостокская операция
Белостокская операция (5—27 июля 1944 года) — фронтовая наступательная операция, часть крупномасштабного стратегического наступления Рабоче-крестьянской Красной армии «Багратион» в ходе летнего наступления 1944 года, проведённая в Западной Белоруссии и Восточной Польше.
Проводилась войсками 2-го Белорусского фронта под командованием генерал-полковника В. Ф. Захарова. Итогами операции стали освобождение районов Западной Белоруссии, переход границы Польши и выход на подступы к границе Восточной Пруссии. Были освобождены города Гродно и Белосток. Немецкие войска понесли значительные потери — были уничтожены четыре дивизии, шести дивизиям и двум бригадам нанесён большой ущерб.

## Проведение
Белостокская наступательная операция была проведена войсками 2-го Белорусского фронта. В период с 5 по 9 июля войска фронта, уничтожая арьергарды разбитых немецко-фашистских соединений 9-й армии группы армий «Центр» и подходящие резервы противника, продвинулись на 120—125 км.
Войска 2-го Белорусского фронта (3-я, 49-я, 50-я, 4-я воздушная армии (командующий генерал-полковник Г. Ф. Захаров) должны были без оперативной паузы развить наступление в направлении Новогрудок, Волковыск, Белосток, овладеть г. Новогрудок, выйти на pp. Неман и Молчадь, а затем освободить Волковыск и наступать на Белосток.
Операция началась силами 3-й армии (более 80 тыс. человек, 1589 орудий и миномётов, 148 танков и САУ (командующий генерал-полковник А. В. Горбатов), что составляло почти половину всех сил и средств фронта. В 4-й воздушной армии (командующий генерал-полковник авиации К. А. Вершинин) насчитывалось 577 самолётов. В полосе 3-й армии действовали остатки четырёх дивизий и несколько частей противника. 5—9 июля войска фронта, уничтожая арьергарды разбитых соединений 9-й германской армии Группы армий «Центр» (генерал-фельдмаршал Вальтер Модель) и подходящие резервы противника, форсировали несколько водных преград и продвинулись на 120—125 км. В ходе наступления войска 3-й армии преодолели промежуточный рубеж обороны по pp. Неман и Сервечь, куда 7 июля вышел передовой отряд 50-й армии (командующий генерал-полковник И. В. Болдин). Он прикрыл правый фланг 3-й армии и способствовал выполнению ею ближайшей задачи. Войска 49-й армии (командующий генерал-лейтенант И. Т. Гришин) и 50-й армии в это время отражали атаки противника, пытавшегося прорваться из окружения под Минском. Перейдя в наступление 10 июля, 50-я армия вышла на рубеж pp. Неман и Свислочь, форсировала их и во взаимодействии с 31-й армией (командующий генерал-полковник В. В. Глаголев) 3-го Белорусского фронта (командующий генерал армии И. Д. Черняховский) и 3-м гвардейским кавалерийским корпусом, переданным из этого фронта, 16 июля освободила г. Гродно. Войска 3-й армии за это время форсировали три водные преграды, освободили г. Волковыск и вышли к р. Свислочь. Часть войск в это время отражали попытки противника прорваться из окружения под Минском. 3-м Белорусским фронтом 16 июля был освобождён Гродно. 17—27 июля войска фронта преодолели сопротивление возросших сил противника, продвинулись на 45—60 км и вышли на подступы к границе Восточной Пруссии, положив начало освобождению северо-восточных районов Польши. На этом этапе операции была введена в сражение из второго эшелона 49-я армия. 27 июля войска 3-й армии освободили Белосток.
В ходе операции были уничтожены 4 дивизии противника, шести дивизиям и двум бригадам нанесён большой урон. Действия 2-го Белорусского фронта под Белостоком сорвали планы противника нанести удар по правому крылу войск 1-го Белорусского фронта (командующий Маршал Советского Союза К. К. Рокоссовский) и облегчили их наступление. Особенностью Белостокской операции было то, что она не имела подготовительного периода и началась в ходе выполнения задач предыдущей, Минской операции. В то же время отвлечение шести стрелковых дивизий на ликвидацию окружённой под Минском вражеской группировки затрудняло своевременное наращивание усилий фронта в ходе преследования противника, а растянутость коммуникаций осложнила бесперебойное материально-техническое обеспечение войск. Большую роль в наступлении играли подвижные группы и передовые отряды армий и дивизий. В ходе операции с войсками фронта взаимодействовали партизаны. Десятки наиболее отличившихся соединений и частей награждены орденами и получили почётные наименования Волковысских, Гродненских, Белостокских.

### Освобождение Гродно
Город Гродно был освобожден войсками 2-го и 3-го Белорусских фронтов (16 июля правобережная часть города, 24 июля занеманская часть). Частям и соединениям, отличившимся при освобождении города, присвоены почётные наименования «Гродненских». В освобождении города участвовали следующие подразделения:
- 220-я дивизия (генерал-майор В. А. Полевик)
- 174-я дивизия (полковник Н. И. Демин)
- 352-я дивизия (генерал-майор Н. М. Стриженко)
- стрелковые дивизии 36-го стрелкового корпуса;
- 926-й (подполковник А. Н. Хухрин) и 927-й (подполковник Ф. А. Легеза) самоходные артиллерийские полки
- 140-я армейская орудийная артиллерийская батарея (полковник Ф. С. Федотов) 31-й армии 3-го Белорусского фронта
- 42-я дивизия (полковник А. И. Слиц)
- 153-я дивизия (полковник А. А. Щенников)
- стрелковые дивизии 69-го стрелкового корпуса
- 95-я дивизия (полковник С. А. Артемьев)
- 290-я дивизия (генерал-майор И. Г. Гаспарян)
- стрелковые дивизии 81-го стрелкового корпуса
- 1444-й самоходный артиллерийский полк (полковник Ф. П. Мячев)
- 4-я истребительно-противотанковая артиллерийская бригада (полковник М. П. Савлевич) 50-й армии 2-го Белорусского фронта
- 5-я (генерал-майор М. С. Чепуркин) и 6-я (генерал-майор П. П. Брикель) гвардейские кавалерийские дивизии
- сводная истребительная бригада (подполковник В. Е. Ковтанюк) 3-го гвардейского кавалерийского корпуса
- часть сил 1-й (генерал-полковник Т. Т. Хрюкин) и 4-й (генерал-полковник К. А. Вершинин) воздушных армий.

### Освобождение Белостока
Город Белосток освобожден 27 июля 1944 года войсками 2-го Белорусского Фронта в ходе Белостокской операции. В освобождении участвовали войска 3-й армии, а именно 41-го стрелкового корпуса (генерал-майор Урбанович, Виктор Казимирович) и 40-го стрелкового корпуса генерал-майора Кузнецова Владимира Степановича.
Состав 41-го стрелкового корпуса:
- 283-я стрелковая дивизия (полковник Коновалов, Василий Андреевич)
- 269-я стрелковая дивизия (генерал-майор Кубасов, Алексей Фёдорович)
- 120-я гвардейская стрелковая дивизия (полковник Телков, Пётр Сергеевич)
- часть сил 169-й (полковник Верёвкин, Фёдор Андреевич) и
- 40-й стрелковых дивизий (генерал-майор Кузнецов, Владимир Степанович)
- 28-я зенитная артиллерийская дивизия РГК (полковник Драбков, Гавриил Ефимович)
- 1901-й самоходный артиллерийский полк (подполковник Зирка, Трофим Фёдорович)
- 13-я истребительно-противотанковая артиллерийская бригада (полковник Килеев, Иван Иванович)
- 44-я армейская пушечная артиллерийская бригада (полковник Айрапетов, Рафаэль Антонович)
- часть сил 4-й гвардейской минометной бригады (полковник Корытько, Николай Николаевич).

Состав 40-го стрелкового корпуса:
- 5-я стрелковая Орловская Краснознамённая дивизия Героя Советского Союза гвардии генерал-майора Михалицына П. Т.
- 129-я стрелковая дивизия генерала Панчука И. В.
- 169-я стрелковая дивизия полковника Веревкина Ф. А.

состав частей фронтового подчинения:
- 343-я стрелковая дивизия (генерал-майор Якимович, Антон Иванович)

Операция проводилась при поддержке 4-й воздушной армии и частей авиации дальнего действия.

## Результаты
В результате неё советские войска вышли на рубеж восточнее Августова, Домброва, западнее Белостока, освободили от врага несколько сот населенных пунктов и приступили к освобождению северо-восточных районов Польши, а также вышли на ближние подступы к границе Восточной Пруссии.
27 июля войсками 3-й армии был освобождён Белосток.
Общая глубина продвижения советских войск составила около 300 км, а темпы наступления достигли 20—22 км в сутки.
30 участников операции были удостоены звания Героя Советского Союза.